# Karl Meisen
Karl Meisen (* 11. Oktober 1891 in Blatzheim; † 22. März 1973 in Bonn) war ein deutscher Volkskundler und Germanist.

## Leben
Meisen machte den Ersten Weltkrieg als Offizier mit und wurde 1919 an der Universität Bonn promoviert. Anschließend arbeitete er als Gymnasiallehrer und publizierte daneben weiter wissenschaftlich. 1928 habilitierte er sich an der Universität Bonn für das Fach Deutsche Volkskunde. In der NS-Zeit wurde er als praktizierender Katholik zunehmend kritisch gesehen. 1939 verlor er wegen "klerikaler Einstellung" die venia legendi als Privatdozent. Gleichzeitig wurde er als Studienrat nach Siegburg versetzt.
Nach Kriegsende konnte er seine Lehrtätigkeit an der Universität Bonn wieder aufnehmen. Von 1945 bis 1960 leitete Meisen die Abteilung für Mundartforschung und Volkskunde des Instituts für geschichtliche Landeskunde der Rheinlande an der Universität Bonn. 1948 wurde er Professor für Deutsche Volkskunde und Niederdeutsche Sprachgeschichte an der Universität Bonn. Er gründete das Volkskundliche Seminar und baute es aus. Ebenfalls 1948 gründete er die Rheinische Vereinigung für Volkskunde, aus deren Mitteilungsblatt sich das Rheinische Jahrbuch für Volkskunde entwickelte.

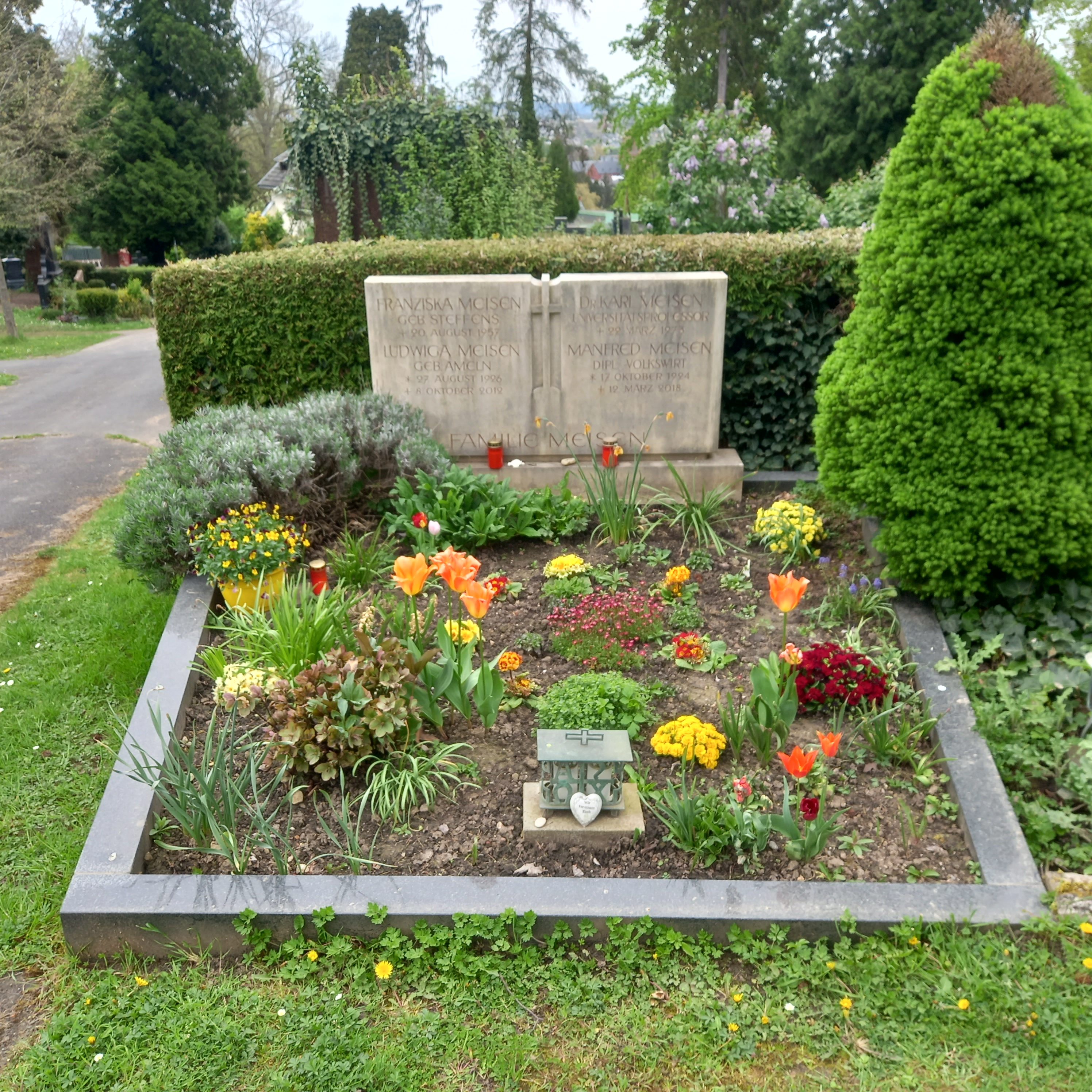
Das Grab von Karl Meisen auf dem Poppelsdorfer Friedhof in Bonn

## Veröffentlichungen (Auswahl)
- Hrsg.: Des Stadt-Secretarius Christianus Wierstraits Historij des beleegs van Nuys: Reimchronik der Stadt Neuss aus der Zeit der Belagerung durch Herzog Karl den Kühnen von Burgund.
  - Bd. 1: Geschichtliche Einführung, Text, Anhang, Nachweise und Anmerkungen, Glossar und Lageplan. Schroeder, Bonn 1926 (Rheinische Beiträge und Hülfsbücher zur germanischen Philologie und Volkskunde; 11).
- Hrsg.: Rheinisches Wörterbuch. Klopp, Berlin 1928ff.
- Hrsg.: Johannes Eck: Vier deutsche Schriften gegen Martin Luther, den Buergermeister und Rat von Konstanz, Ambrosius Blarer und Konrad Sam. Aschendorff, Münster 1929.
- Nikolauskult und Nikolausbrauch im Abendlande: eine kulturgeographisch-volkskundliche Untersuchung. Schwann, Düsseldorf 1931 (Forschungen zur Volkskunde; 9/12) (Teilw. zugl.: Bonn, Univ., Habil.-Schr., 1928).
- Volkskunde der Rheinlande: ihre Aufgaben, Probleme, Methoden und Hilfsmittel. Schwann, Düsseldorf 1934 (Rheinisches Volkstum; 1).
- Die Sagen vom Wütenden Heer und Wilden Jägern. Aschendorff, Münster 1935 (Volkskundliche Quellen; 1).
- Hrsg.: Das Annolied. Universitäts-Verlag, Bonn 1946.
- Altdeutsche Grammatik: historische Laut- und Formenlehre des Althochdeutschen und Altsächsischen unter Berücksichtigung des Gotischen und Mittelhochdeutschen. Universitäts-Verlag, Bonn 1947.
- Die heiligen drei Könige und ihr Festtag im volkstümlichen Glauben und Brauch: Eine volkskundliche Untersuchung. Göller, Köln 1949.
- Hrsg.: Festgabe Hermann Aubin zum fünfundsechzigsten Geburtstag. Röhrscheid, Bonn 1950 (Rheinische Vierteljahrsblätter; 15/16).
- Hrsg.: Rheinisches Jahrbuch für Volkskunde. Dümmlers Verlag, Bonn 1951ff.
- Hrsg. mit Franz Steinbach und Leo Weisgerber: Festschrift Camille Wampach. Röhrscheid, Bonn 1954 (Rheinische Vierteljahrsblätter; 19, 1954).